# A Show of Hands
Az A Show of Hands a kanadai Rush együttes harmadik koncertalbuma (összességében a tizenötödik nagylemeze), amely 1989 első napjaiban jelent meg a Mercury Records kiadásában. Azonos címmel, de némileg más számlistával 1988-ban egy koncertvideó is megjelent VHS-en és laserdiscen.
A dupla album anyagát részben az 1986-os Power Windows turnén, a Meadowlands arénában, New Jersey-ben, illetve az 1988-as Hold Your Fire turné egyes állomásain rögzítették. Főleg az 1982 után készült stúdióalbumok dalai szerepelnek rajta, így a koncertlemez az együttes new wave korszakának összefoglalása és lezárása is egyben. Korábban egyedül a Closer to the Heart dal jelent meg élő változatban a lemezen szereplő számok közül.
Az album aranylemez lett az Egyesült Államokban. A Billboard 200-as listán a 21. helyig jutott, a brit albumlistán pedig 12. lett. A Rush Remasters sorozatban 1997-ben digitálisan feljavított hangzással adták ki újra szimpla CD-n.

## Az album dalai
1. Intro – 0:53
2. The Big Money – 5:52
3. Subdivisions – 5:19
4. Marathon – 6:32
5. Turn the Page – 4:40
6. Manhattan Project – 5:00
7. Mission – 5:44
8. Distant Early Warning – 5:18
9. Mystic Rhythms – 5:32
10. Witch Hunt (Part III of Fear) – 3:55
11. The Rhythm Method (Drum Solo) – 4:34
12. Force Ten – 4:50
13. Time Stand Still – 5:10
14. Red Sector A – 5:12
15. Closer to the Heart – 4:53

## Közreműködők
- Geddy Lee – ének, basszusgitár, szintetizátor
- Alex Lifeson – gitár, szintetizátor, vokál
- Neil Peart – akusztikus és elektromos dobok